# Dieguitos y Mafaldas
«Dieguitos y Mafaldas» es una canción del cantautor español Joaquín Sabina incluido en su álbum 19 días y 500 noches lanzado en 1999. 

## Información
La letra de la canción está inspirada en la relación que tuvo Sabina con Paula Seminara, una argentina que vivía en González Catán (La Matanza) fanática de Boca Juniors. Dicha relación duró mientras él se encontraba en Buenos Aires grabando el disco Enemigos íntimos con Fito Páez y se terminó cuando Boca salió campeón.

## Letra
La letra de la canción hace referencia a la localidad de González Catán, la línea de colectivo 86, el teatro Gran Rex, el equipo de fútbol Boca Juniors, su hinchada La 12, su estadio La Bombonera, el delantero Martín Palermo y el título Torneo Apertura obtenido en 1998.